# Doris Arden
Doris Arden (Trostberg, 1946 – overlijdensdatum onbekend) was een Duitse actrice die onder andere meespeelde in de Belgisch film Verbrande Brug uit 1975, samen met Jan Decleir.

## Biografie
Als jong meisje werkte ze als barmeisje in München. Door dit werk kwam ze in contact met een filmregisseur die haar introduceerde in de pornografische filmwereld. Na een verbroken relatie gaat ze in op het voorstel van Guido Henderickx om mee te spelen in de Belgisch film Verbrande Brug.
Deze film leverde haar niet echt naam. Ze werd wel af en toe gevraagd voor kleinere rollen maar bleef ook actief in de pornografische wereld.
Ze pleegde zelfmoord.

## Filmografie[3]
- 1967: Heißes Pflaster Köln
- 1968: Carmen Baby
- 1968: ... soviel nackte Zärtlichkeit
- 1969: Graf Porno und seine Mädchen
- 1969: Eros Center Hamburg
- 1969: Graf Porno und die liebesdurstigen Töchter
- 1970: Dr. Fummel und seine Gespielinnen
- 1970: Abarten der körperlichen Liebe
- 1970: Graf Porno bläst zum Zapfenstreich
- 1971: Josephine Mutzenbacher 2. Teil
- 1971: Hausfrauen-Report
- 1971: Ehemänner-Report
- 1971: Paragraph 218 - Wir haben abgetrieben, Herr Staatsanwalt
- 1972: Die Klosterschülerinnen
- 1972: Die jungen Ausreißerinnen
- 1972: Krankenschwestern-Report
- 1975: Derrick: Hoffmanns Höllenfahrt
- 1975: Derrick: Pfandhaus
- 1975: Verbrande Brug/Pont Brulé
- 1978: Polizeiinspektion 1: Wie der Haubel Theo seine Flügel verlor
- 1979: De proefkonijnen
- 1980: Der Alte: Der Detektiv
- 1985: Der Alte: Die Tote in der Sauna